# Armen Gilliam
Armen Louis Gilliam (* 28. Mai 1964 in Bethel Park als Armon Louis Gilliam; † 5. Juli 2011 in Bridgeville (Pennsylvania)) war ein US-amerikanischer Basketballspieler.

## Leben
Gilliam betrieb als Schüler an der Bethel Park High School nahe Pittsburgh die Sportart Ringen und spielte als Heranwachsender nur ein Jahr Basketball auf Wettkampfebene. Er gehörte dann im US-Bundesstaat Kansas der Basketball-Hochschulmannschaft des Independence Community College an, ehe er ab 1984 für die University of Nevada, Las Vegas (UNLV) auflief. 1987 wurde er in der Big West Conference als Spieler des Jahres ausgezeichnet. Während seiner UNLV-Zeit erhielt er den Spitznamen „Hammer“. Er spielte an der Universität unter Trainer Jerry Tarkanian, der Gilliam als den zweitbesten Spieler seiner Amtszeit an der University of Nevada, Las Vegas hinter Larry Johnson einordnete.
Gilliam wechselte hernach ins Profilager, die Phoenix Suns sicherten sich beim NBA-Draftverfahren 1987 an zweiter Stelle seine Dienste. Bis 2000 bestritt er in der Liga 963 Spiele, seinen besten Saisonpunkteschnitt in der NBA verbuchte er 1990/91, als er für die Charlotte Hornets im Mittel 19,8 Punkte je Begegnung erzielte. Seine Höchstleistung in einem NBA-Spiel erreichte Gilliam am 16. Dezember 1988 mit 41 Punkten. Im Laufe seiner NBA-Jahre spielte er für Trainergrößen wie Chuck Daly und Jerry Sloan. 2005 und 2006 war er nach jahrelanger Unterbrechung noch einmal als Spieler im leistungsbezogenen Basketball vertreten und war in der American Basketball Association Mitglied der Mannschaft Pittsburgh Xplosion. Zeitweise war er dort auch Trainer.
Gilliam war ehrenamtlicher Assistenztrainer an der Mt. Lebanon High School in einem Vorort von Pittsburgh. In der Saison 2001/02 war er Trainer der Hochschulmannschaft von Penn State McKeesport, 2002 übernahm er das Traineramt bei Penn State Altoona in der dritten NCAA-Division und betreute die Mannschaft bis 2005 mit mäßigem Erfolg (18 Siege, 60 Niederlagen).
Gilliam, der die Schreibweise seines ersten Vornamens ändern ließ, weil die geänderte Form seiner Ansicht nach mehr der Aussprache des Namens entsprach, erlitt einen Herzinfarkt, als er in einem Sportklub Basketball spielte, und starb wenig später in einem Krankenhaus.